# Joseph Heicke

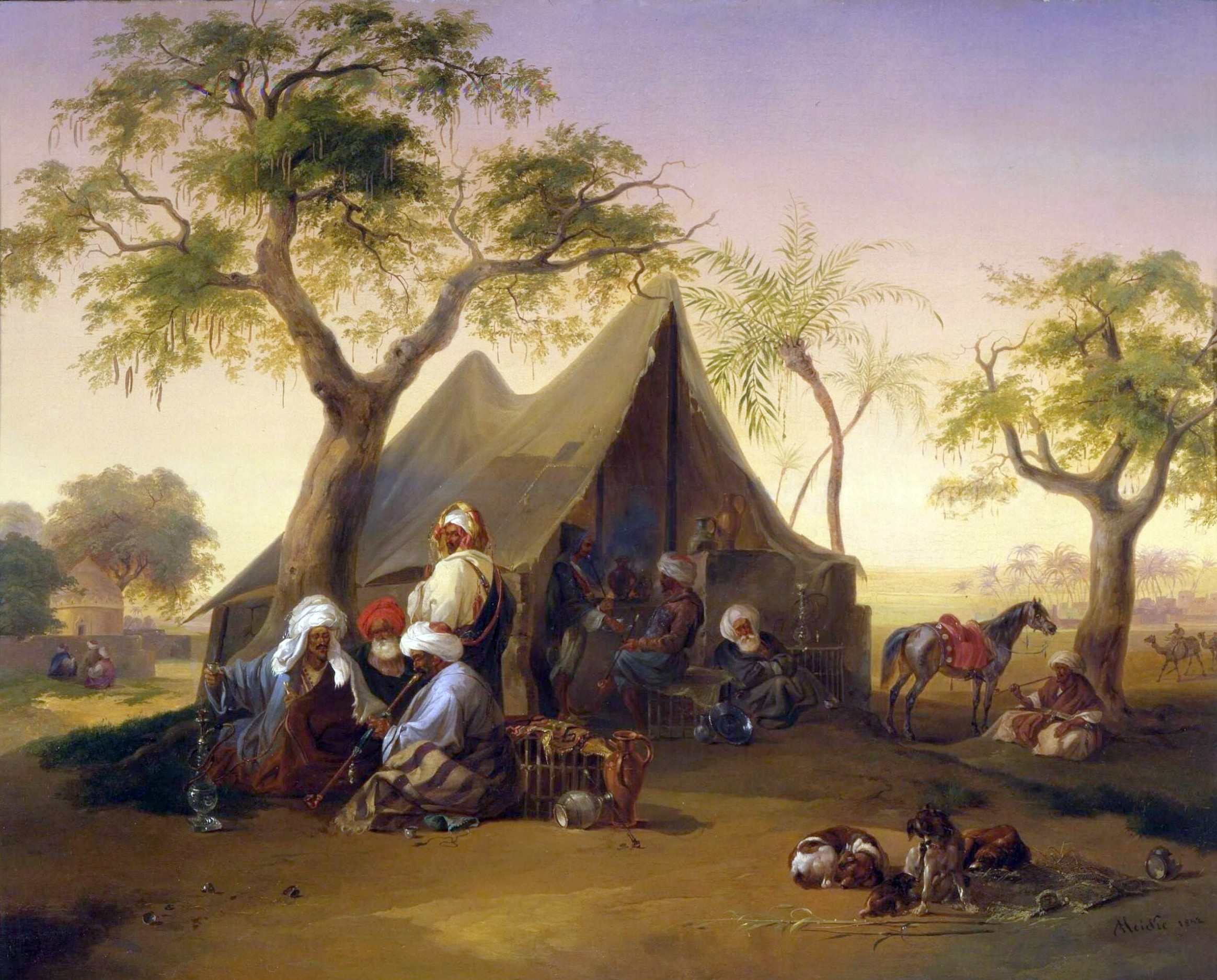
Sátruk előtt kávézó arabok, 1842

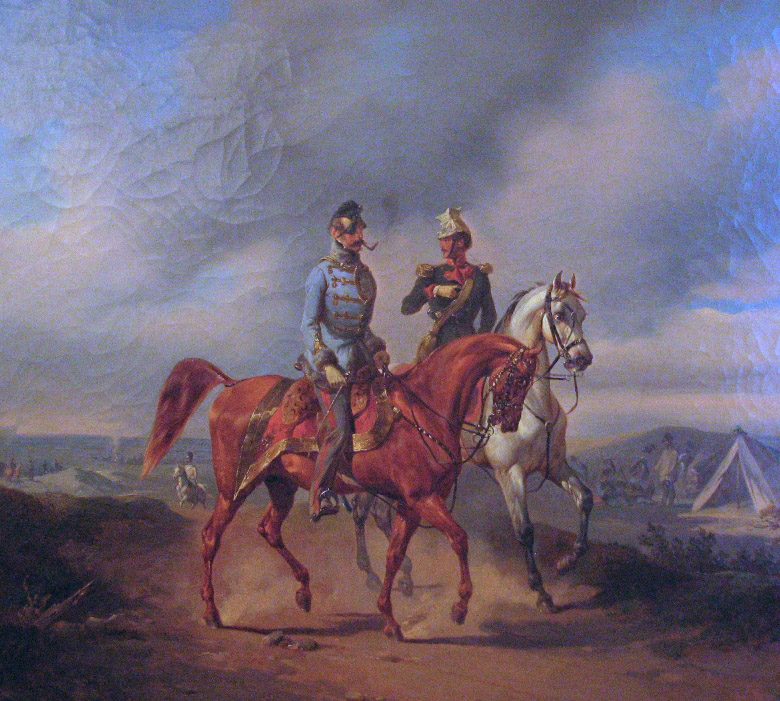
Franz Joseph Heinrich von Schlik portréja, 1852

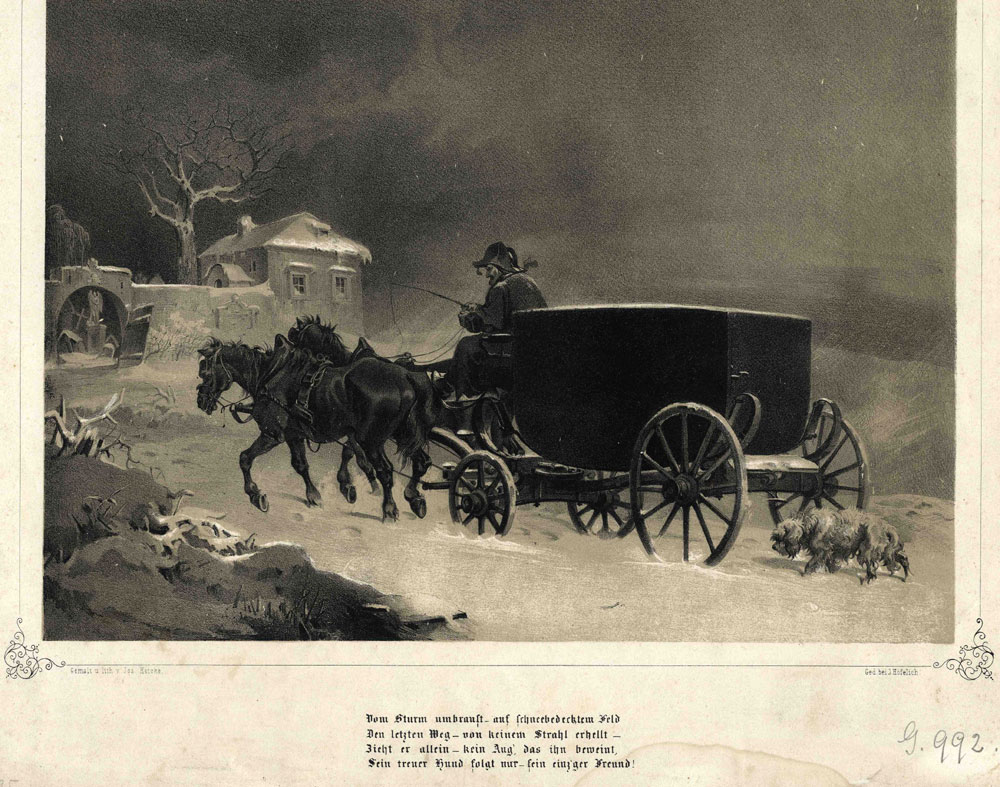
Mozart temetése, kőnyomat, 1860

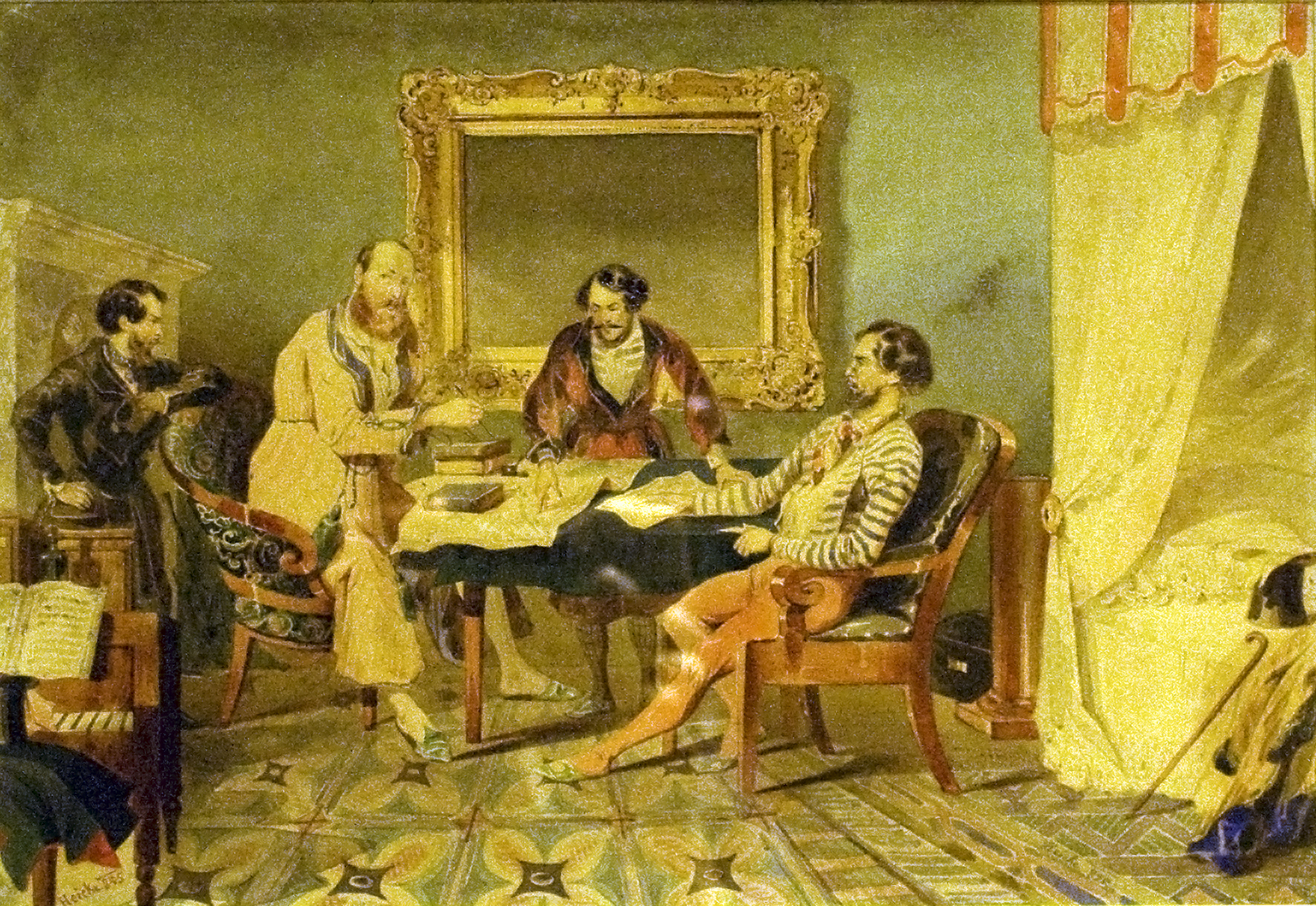
Forray Iván társaival 1842-es keleti utazása előtt

Joseph/József/Josef Heicke (néha Heike) (Bécs, 1811. március 12. - uo., 1861. november 6.) osztrák állat-, és tájképfestő.

## Élete
A bécsi akadémián tanult és nagy utazásokat tett a Közel-Keleten, Olaszországban és Magyarországon. Metszeteket, akvarelleket, tájképeket, portrékat és történelmi képeket egyaránt készített.

## Művészete
Művészete Friedrich Gauermann hatását mutatja. Művei főleg osztrák és olasz gyűjteményekben lelhetők fel. A magyar szabadságharc katonai személyiségeinek lovasportréját is elkészítette.

## Ismertebb művei
- Franz von Schlik gróf (1789–1862),  portréja, 1852, olaj, lenvászon, 40×53 cm, Heeresgeschichtliches Museum, Bécs
- Forray Iván keleti utazása előtt, 1842, 1845, akvarell, papír, Magyar Nemzeti Múzeum, Budapest
- Mozart sírja, 1860, kőnyomat, Universitätsbibliothek Salzburg
- Sátruk előtt kávézó arabok, 1842, olaj, fatábla, 22×27 cm, Dahesh Museum of Art, New York

## Külső hivatkozások
<references>